# Iwakuni

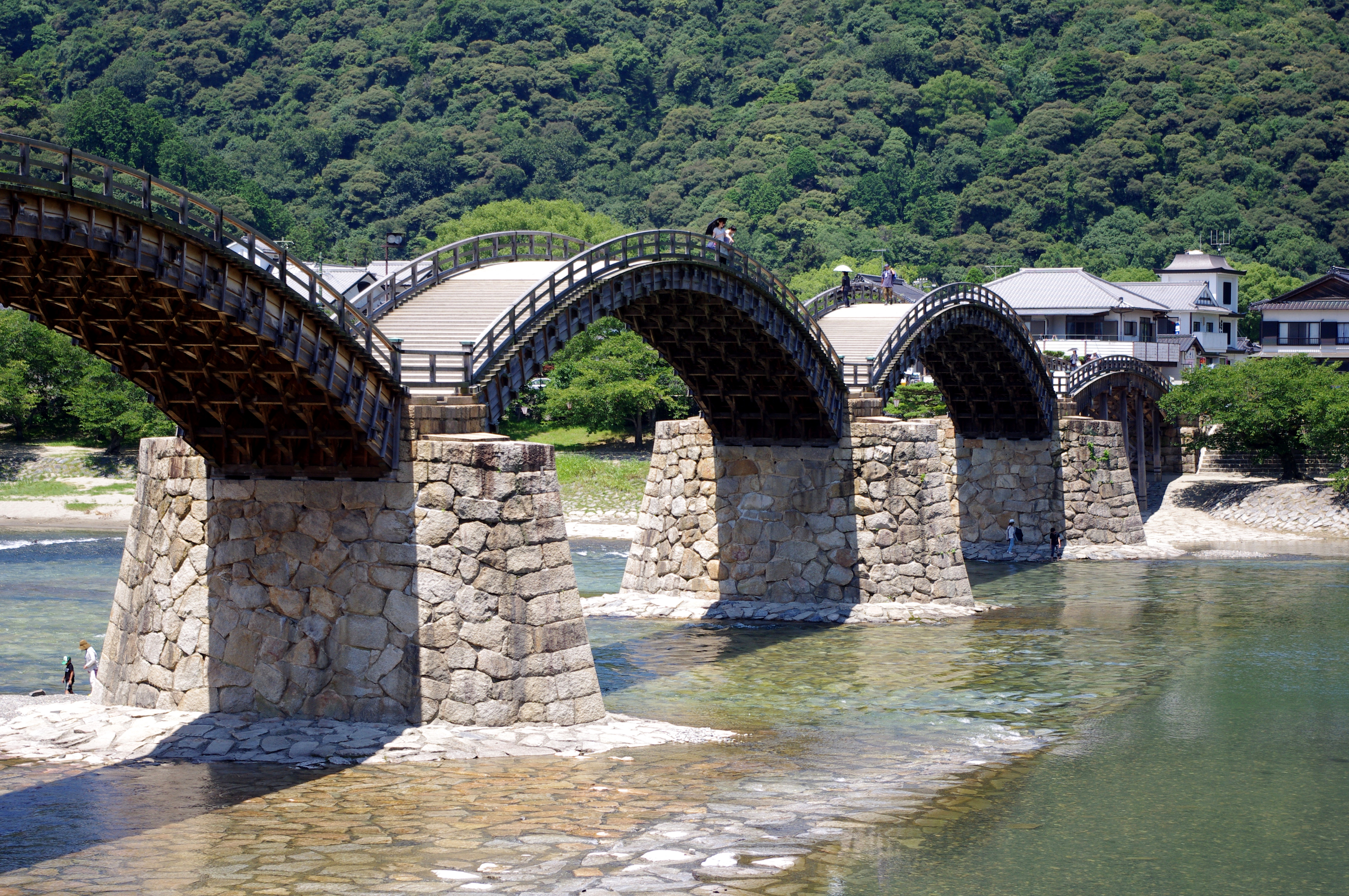
Puente Kintai.

Iwakuni (岩国市; Iwakuni-shi) es una ciudad japonesa ubicada en la prefectura de Yamaguchi.

## Historia

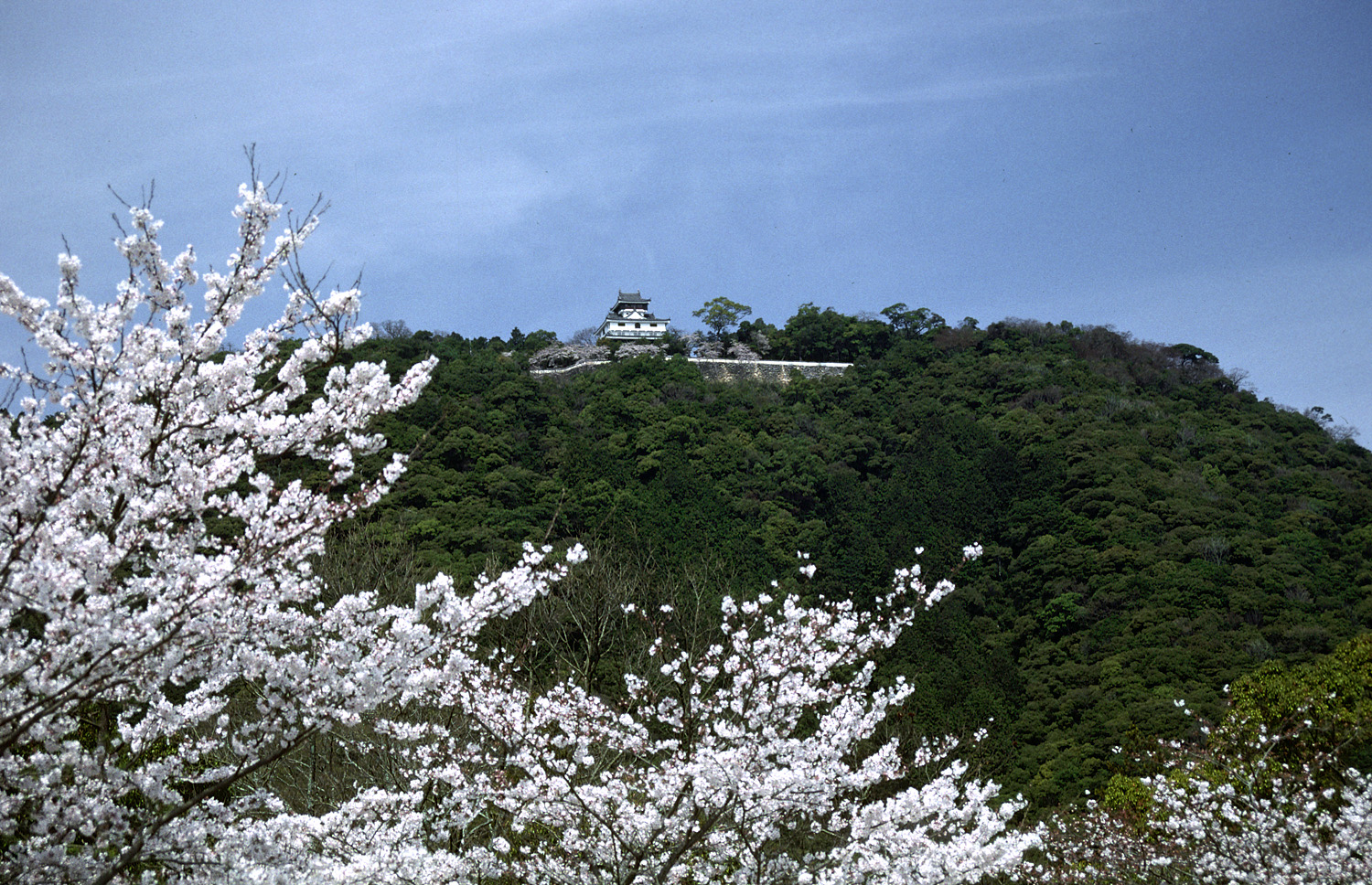
Castillo Iwakuni.

Antiguamente Iwakuni era el castillo del han Iwakuni, que fue establecido por el Señor Hiroie Kikkawa luego de que fuera exiliado allí por apoyar al shogun perdedor. El clan Kikkawa gobernó el han durante el período Edo. Originalmente la riqueza del han se estimaba en 30 mil koku, y posteriormente, 60 mil. El han Iwakuni prosperó durante 300 años hasta la restauración Meiji. Antes de ser re-fundado con el mismo nombre luego de las uniones territoriales del 2006, la ciudad había sido fundada en abril de 1940.
En marzo del 2006, Iwakuni absorbió a los pueblos de Kuga, Mikawa, Miwa, Nishiki, Shūtō y Yū, y a la villa de Hongō (todos del distrito Kuga) para crear la nueva y más grande ciudad de Iwakuni.

## Geografía
Sus coordenadas geográficas se localizan en la posición 34° N, 132° E, en la parte este de la prefectura de Yamaguchi, bordeando el Mar Interior de Seto.

## Demografía
En enero de 2012, la ciudad tuvo una población estimada de 104,004 habitantes y una densidad de población de 119.02 personas/km². El área total es de 873.78 km².

## Transporte

### Ferrocarril
La estación de Shin-Iwakuni en Sanyō Shinkansen brinda acceso al transporte ferroviario de alta velocidad.
La estación de Iwakuni en la línea principal de San'yō está a unos 45 minutos de la estación de Hiroshima y se encuentra en el centro de la ciudad. Otras estaciones en esa línea son Minami Iwakuni, Fuju y Tsuzu. La línea JR Gantoku une la estación Iwakuni con Tokuyama (desde el año 2003 se fusionó con Shūnan) y puntos más allá, y sirve a las estaciones de Nishi Iwakuni, Kawanishi y Hashirano dentro de Iwakuni.
La línea Seiryu del ferrocarril de Nishikigawa tiene seis estaciones en Iwakuni, incluida la estación de Kawanishi.

### Carreteras
- Carreteras nacionales
  - Carretera 2
  - Carretera 187
  - Carretera 188
  - Carretera 189

### Transporte aéreo
Se construyó una terminal de pasajeros civiles en la Estación Aérea del Cuerpo de Marines de Iwakuni y se completó en 2012. Los vuelos comerciales diarios programados a Tokio comenzaron el 13 de diciembre de 2012.

## Ciudades hermanadas
Iwakuni está hermanada con las siguientes ciudades:
- Tottori, Japón.
- Everett, Washington, Estados Unidos
- Jundiaí, São Paulo, Brasil
- Taicang, Jiangsu, China[5]

## Famosos nacidos en Iwakuni
- Matt Heafy: Guitarrista y vocalista de la banda estadounidense de heavy metal  Trivium.
- Shinji Mikami: Diseñador de videojuegos conocido por sus obras de Resident Evil y Dino Crisis entre otras.